# 核受体

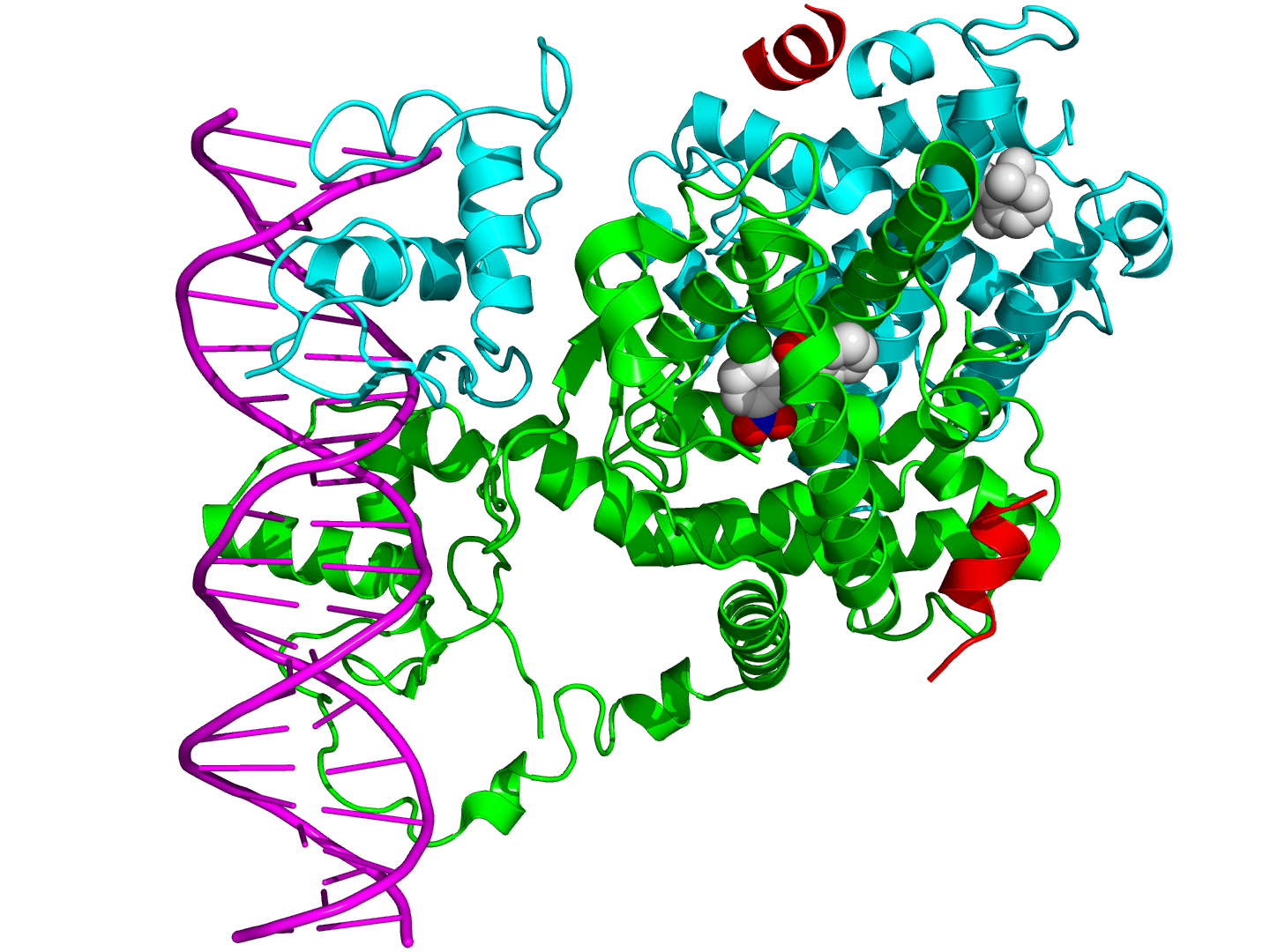
圖爲一種核受體PPAR-γ與DNA結合結構的晶體衍射圖

核受体，又称为核内受体（英語：Nuclear receptor）是细胞内一类转录因子的统称。核受体超家族的成员在细胞生长、发育、分化与新陈代谢均起到了重要的作用。由于核受体都位于细胞内部，因此它们的激素均为溶脂性，这样才能穿越由脂肪构成的细胞膜。对核受体的研究始于20世纪70年代，70年代末期第一批核受体被提取、分离了出来。核受体同激素结合后被激活，激活后的核受体复合物负责引导靶基启动因子的转录。
核受体的一个独特性质是将它们与其他类别的受体区分开来，这是它们直接与基因组DNA表达相互作用和控制其表达的能力。 因此，核受体在胚胎发育和成体内平衡中发挥关键作用。 如下所述，核受体可根据机制或同源性进行分类。

## 物种分布与进化
目前已知的核受体仅存于动物基因组中，和动物最为接近的领鞭毛虫都没有。真菌、藻类、植物和其它原虫中都没有发现核受体。几乎最早的动物就已经有了核受体基因，在已测序的物种中，多孔动物门的大堡礁海绵 Amphimedon queenslandica拥有两个核受体基因，栉水母动物门的淡海栉水母 Mnemiopsis leidyi 也有两个核受体，扁盘动物门的丝盘虫 Trichoplax adhaerens 有4个核受体，刺胞動物門的星状海葵 Nematostella vectensis 有17个核受体。线虫动物门的秀丽隐杆线虫的核受体基因达270个，黑腹果蝇与其它常见昆虫有21个，斑马鱼有73个。人类、小鼠和大鼠分别拥有48、49和47个核受体基因。

## 配体

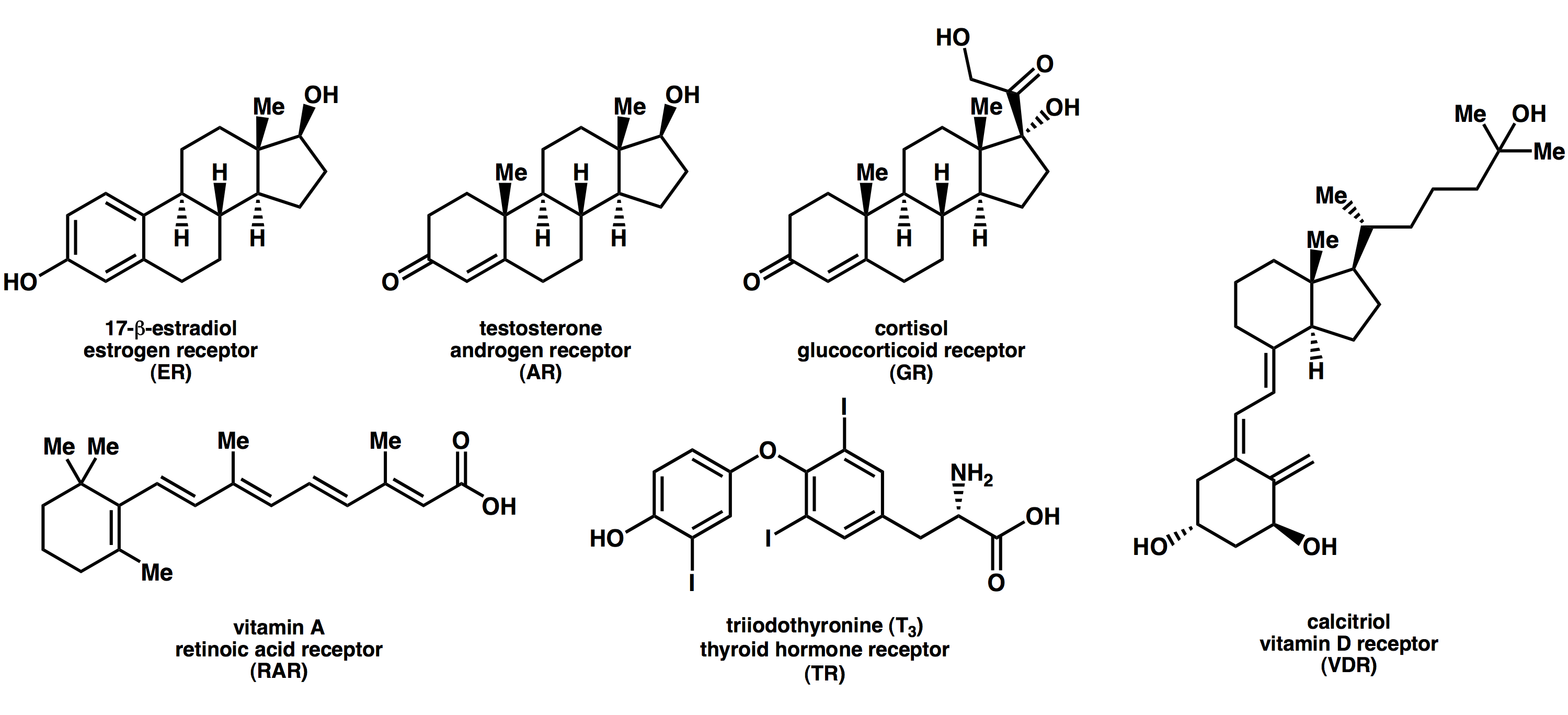
核受体的各种配体，核受体通常以所结合的配体来命名

结合到核受体上的配体通常是亲脂性的物质，例如内源性的激素、维生素A和D，以及外源化合物如内分泌干扰物等。由于核受体调节下游大量的基因表达，少量配体结合到核受体上就会引发生物体的显著反映。许多被调节的下游基因与疾病相关，因此美国食品药品监督局（FDA）批准的药物中约有13%以核受体为靶标。
有一大批核受体还是孤儿受体，即其内源性配体尚未发现（或者有候选但未达成共识）。其中包括FXR、LXR和PPAR，有大批代谢中间产物能与之结合，如脂肪酸、胆汁酸、类固醇等，但只有很低的亲和性。因此这些核受体很可能是体内代谢产物的感应器。其它一些孤儿核受体，如CAR、PXR等，很可能是外源化合物的感应器。这些核受体激活后能启动一系列细胞色素P450氧化酶的表达，来催化这些外源化合物的代谢。